# 红旗水库 (长丰)
红旗水库是中国安徽省合肥市长丰县境内的一座水库，位于淮河水系瓦埠河上，建于1974年。水库正常库容为535万立方米，集雨面积为25平方千米，海拔为44米。